# Scrupules
Pour l’article ayant un titre homophone, voir Scrupule.
Scrupules est une émission de télévision, présentée par Jean-Luc Delarue et Isabelle Giordano tout l'été à partir du 2 juillet 1990 sur Canal+. L'émission remaniée est présentée par Carole Rousseau et diffusée du 8 septembre 2003 au 8 décembre 2003, sur TF1 en deuxième partie de soirée.

## Origines
Inspiré du jeu de société Question de scrupules.

## Accueil critique
L'émission est mal accueillie dans la presse, taxée d'être une émission de type « télé-poubelle »,